# Pacific Linguistics
Pacific Linguistics – wydawnictwo non-profit przy Australijskim Uniwersytecie Narodowym, zajmujące się publikowaniem materiałów do nauki języków Oceanii i Azji Południowo-Wschodniej. Zostało założone w 1963 roku przez Stephena Wurma. Obecnie redaktorami głównymi są Malcolm Ross, Darrell Tryon i John Bowden.